# Schößchen (Kleidung)

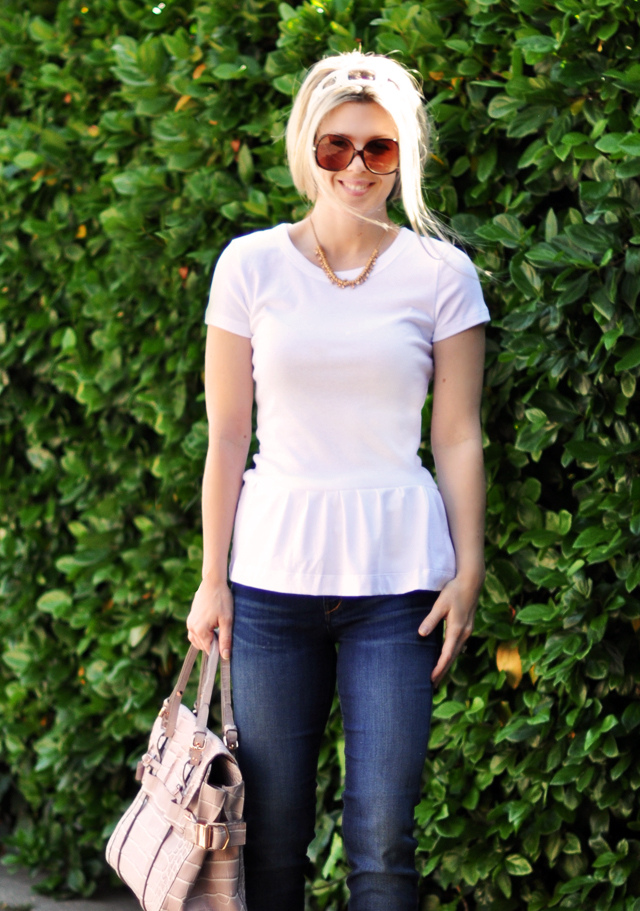
T-Shirt mit Schößchen

Ein Schößchen (Verkleinerungsform von Schoß) ist ein an der Taille von Damenjacken, -kleidern, -blusen etc. angesetzter Stoffstreifen. Das Schößchen ist meist gekräuselt oder gefältelt und wird glockenförmig angesetzt.
Im englischen Sprachgebrauch wird Peplum synonym gebraucht. Im Deutschen steht Peplos jedoch für ein langes antikes Frauenkleid.
- Ein Schoßkostüm ist, abgeleitet, ein Kostüm mit taillenkurzem und figurnah geschnittenem Oberteil. Um eine deutlich femininere Silhouette zu erzielen, ist ein recht kurzes, die Taille überspielendes Schößchen angearbeitet.[2]